# F-15 Strike Eagle III
Pour les articles homonymes, voir F15.
F-15 Strike Eagle III est un jeu vidéo de simulation de vol de combat conçu par Andy Hollis et James Day et publié par MicroProse en 1992 sur PC. Il est le troisième volet d’une série de simulateurs de vol de combat, après F-15 Strike Eagle (1984) et F-15 Strike Eagle II (1989). Le joueur y pilote un avion de chasse McDonnell Douglas F-15 Eagle au cours de missions se déroulant pendant la guerre du Golfe et deux conflits hypothétiques en Corée et au Panama.

## Accueil
| F-15 Strike Eagle III |      |       |
| Média                 | Pays | Notes |
| Gen4                  | FR   | 89 %  |
| Joystick              | FR   | 89 %  |